# Virgil Jacomini
Virgil Victor Jacomini (født 30. maj 1899 i Washington, D.C., død 4. oktober 1984) var en amerikansk roer og olympisk guldvinder.

## Rokarriere
Jacomini roede, mens han gik på det amerikanske flådeakademi i Annapolis, og dette holds otter blev udtaget til OL 1920 i Antwerpen. Besætningen bestod foruden af Jacomini af Ed Graves, Bill Jordan, Ed Moore, Zeke Sanborn, Don Johnston, Vince Gallagher, Clyde King og styrmand Sherm Clark, og amerikanerne vandt deres indledende heat og semifinalen sikkert. I finalen mødte de den britiske båd, der ligeledes var gået ret sikkert til finalen, og efter at briterne var startet bedst og havde en klar føring midtvejs, men med 300 m tilbage satte amerikanerne deres sprint ind og indhentede briterne med 50 m tilbage og vandt med under et sekunds forspring.

## Videre karriere
Jacomini afsluttede sin uddannelse i 1920, og efter første verdenskrigs afslutning indskrænkede flåden og gjorde det muligt at træde ud af tjeneste på lempelige vilkår. Det udnyttede han i 1923, og han blev derpå ingeniør i det civile liv.

## OL-medaljer
- 1920:  Guld i otter